# Anolis rivalis
Anolis rivalis (сусідський аноліс) — вид ігуаноподібних ящірок родини анолісових (Dactyloidae). Ендемік Колумбії.

## Поширення і екологія
Сусідські аноліси мешкають Колумбії на захід від Анд, в департаментах Чоко і Антіокія. Вони живуть у вологих тропічних лісах, серед каміння на берегах струмків і річок. Зустрічаються на висоті до 1000 м над рівнем моря. Ведуть напівводний спосіб життя.

## Збереження
МСОП класифікує стан збереження цього виду як близький до загрозливого. Anolis rivalis загрожує знищення природного середовища.